# Oktjabr'skoe Pole
Oktjabr'skoe pole (in russo Октя́брьское По́ле?), che letteralmente significa Campo d'Ottobre, è una stazione della Metropolitana di Mosca, situata sulla Linea Tagansko-Krasnopresnenskaja. La stazione fu inaugurata il 30 dicembre 1972 come parte del ramo Krasnopresnenskij, e per esattamente tre anni ha costituito il capolinea nord della Linea Krasnopresnenskaja. La fermata ha preso questo nome da Chodynka, una località vicina che durante il periodo sovietico era conosciuta come Campo d'Ottobre.
Disegnata da Nina Alëšina e L. Zajceva, la stazione presenta un tipico design a tre arcate con pilastri poligonali ricoperti in alluminio e mura ricoperte in marmo grigio chiaro decorate con oggetti di alluminio anodizzato (opera di Bodniek e Rysin). Il pavimento è ricoperto di marmo bianco eccetto l'area intorno ai pilastri, che è in granito nero. I due ingressi sono collegati con sottopassaggi che permettono l'accesso a via Narodnogo Opol'čenija (in russo ул.Народного Ополчения?) e via Maršala Birjuzova (ул. Маршала Бирюзова).
Il traffico quotidiano di passeggeri nella stazione è di 75.910 persone.
A qualche centinaia di metri dalla stazione si trova la fermata di Panfilovskaja, interscambio con l'Anello centrale di Mosca.